# Бешич, Алия
Алия Бешич (босн. Alija Bešić; род. 30 марта 1975, Завидовичи, СФРЮ) — люксембургский футболист боснийского происхождения, вратарь.

## Биография

### Клубная карьера
С 1994 года по 2004 год выступал за люксембургский клуб «Унион», в команде провёл 205 матчей. После играл за «Свифт Эсперанж». С 2006 года по 2008 год выступал за клуб «Петанж» из одноимённого города. С 2008 по 2012 год выступал за клуб «Фола».

### Карьера в сборной
В период с 2000 года по 2004 год выступал за национальную сборную Люксембурга, в команде провёл 28 матчей.